# オットー・クム
オットー・クム（ドイツ語: Otto Kumm、1909年10月1日‐2004年3月23日）は、ナチス・ドイツの武装親衛隊の将軍。最終階級は親衛隊少将及び武装親衛隊少将（SS-Brigadeführer und Generalmajor der Waffen-SS）。

## 略歴
ハンブルクの商人の家に5人兄弟の末っ子として生まれる。1934年にハンブルクで親衛隊特務部隊の「ゲルマニア」連隊に入隊。またナチ党に入党（党員番号421,230）し、親衛隊に入隊した（隊員番号18,727）。
1935年7月に親衛隊中尉、さらに1936年9月には親衛隊大尉となる。1936年12月にはミュンヘンで連隊「ドイッチュラント」に入隊。さらに1938年3月に連隊「デア・フューラー」（後に第2SS装甲師団「ダス・ライヒ」隷下となる連隊）に移り、その隷下の中隊長となった。この際にポーランド侵攻を迎えた。1940年4月からはフランス戦に従軍し、「デア・フューラー」の中で最も主要な中隊の中隊長として活躍した。
1940年10月に親衛隊少佐に昇進。1941年6月から独ソ戦が始まると東部戦線に転戦し、1941年7月に「デア・フューラー」連隊長となった。「デア・フューラー」を率いて東部戦線で勇戦。その勲功で1941年10月に親衛隊中佐に昇進、1941年11月29日にドイツ十字章金章を受章、1942年2月16日には騎士鉄十字章を受章、1943年4月6日に騎士鉄十字章柏葉章を受章、1943年4月20日に親衛隊大佐に昇進した。
1943年の夏から第5SS山岳軍団の参謀長を務めた。第7SS義勇山岳師団「プリンツ・オイゲン」のパルチザン作戦に参加したため、同師団の悪名高い虐殺にも深く関与した。1944年1月30日に親衛隊上級大佐となり、「プリンツ・オイゲン」の師団長に任じられた。師団はバルカンでソ連軍と戦いながらハンガリーへ後退。1944年11月9日に親衛隊少将及び武装親衛隊少将に昇進。
1945年2月6日から敗戦にかけて第1SS装甲師団「LSSAH」の師団長となった。彼が最後のLSSAHの師団長であった。1945年3月17日に騎士鉄十字章柏葉・剣章を受章。
1945年5月8日にアメリカ軍の捕虜となった。ユーゴスラヴィアに引き渡される予定であったが、その前に脱走。戦後は印刷会社で働いた。オットー・クムは、旧武装親衛隊員相互扶助協会(HIAG)の創設者とされる。

## 栄典
- 1939年版鉄十字章
  - 二級 - 1940年5月30日受章
  - 一級 - 1940年6月3日受章
- 戦傷章黒章
- 歩兵突撃章銀章
- ドイツ十字章金章 - SS連隊 "デア・フューラー"の親衛隊中佐として1941年11月29日受章
- 柏葉・剣付騎士鉄十字章
  - 騎士鉄十字章 - SS歩兵連隊 (自動車化) "デア・フューラー"連隊長、親衛隊中佐として1942年2月16日受章
  - 柏葉付 - SS装甲擲弾兵連隊 "デア・フューラー"連隊長、親衛隊中佐として1943年4月6日受章、221人目の受章者
  - 剣付 - 第7SS義勇山岳師団 "プリンツ・オイゲン"司令官、親衛隊少将及び武装親衛隊少将として1945年3月17日受章、138人目の受章者
- 国防軍軍報（英語版）における言及2回 (1944年6月6日、10月10日)